# Argyrochira bactriana
Argyrochira bactriana är en tvåvingeart som beskrevs av Richter 1968. Argyrochira bactriana ingår i släktet Argyrochira och familjen rovflugor. Inga underarter finns listade i Catalogue of Life.